# زن کله‌شق
«زن کله‌شق» (به انگلیسی: Hard headed woman) ترانه ایست با صدای خواننده معروف آمریکایی، الویس پریسلی.
ساختار آهنگسازی این ترانه به صورت دوازده میزانی است؛ و از آن به عنوان راک اند رول محض یاد می‌شود. آهنگساز این ترانه کلود دیمیتریوس می‌باشد. اصل ترانه به صورت تک‌آهنگ می‌باشد ولی از این آهنگ در فیلمی به نام King Creol در سال ۱۹۵۸ استفاده شده‌است و همچنین در آلبومی به همین نام، کینگ کریول، منتشر شد. در ماه ژوئیه ۱۹۵۸ ترانه زن کل شق به عنوان بهترین ترانه در جدول برترین آهنگ‌ها انتخاب شد و به مدت دو هفته این مقام را حفظ کرد.
همچنین این ترانه از طرف انجمن صنعت ضبط موسیقی ایالات متحده آمریکا، به عنوان نخستین ترانه راک اند رول در تاریخ موسیقی معرفی شده‌است؛ و موفق به کسب گواهینامه صفحه طلایی گردید.